# Georg IV. (Ortenburg)
Reichsgraf Georg IV. (* 4. Oktober 1573 auf Schloss Söldenau; † 13. April 1627 in Burghausen) war Sohn des Grafen Ulrich III. und dessen zweiter Gemahlin Katharina Freiin zu Waldburg und stammte aus der niederbayerischen Adelsfamilie Ortenburg. Aufgrund der testamentlichen Verpfändung der Reichsgrafschaft Ortenburg durch Graf Joachim im Jahre 1600, war Georg nur offiziell amtierender Graf. Georg war zudem bayerisch-herzoglicher Rat, Hauptmann von Burghausen, Pfleger von Wasserburg am Inn und Eggenfelden.

## Leben und Wirken
Über die Jugend von Georg IV. ist wenig bekannt. Auch zu Lebzeiten liegen weniger Nachrichten von ihm vor. Ein Grund dafür ist, dass er zwar amtierender Reichsgraf von Ortenburg war, jedoch die Grafschaft nie wirklich besessen hat. Diese war seit dem Ableben von Graf Joachim im Jahre 1600 an dessen Witwe Lucia von Limpurg verpfändet.
Nach dem Tod Joachims versuchte Georg gemeinsam mit seinem Onkel Heinrich VII. die Grafschaft wieder auszulösen. Gräfin Lucia lehnte es 1601 jedoch ab, die Grafschaft gegen einen Schuldschein für ihre geforderte Summe von 19.000 Gulden abzugeben. Sie plante vielmehr, die Reichsgrafschaft ihrem eigenen Geschlechte zu vermachen.
Heinrich VII. und Georg IV. waren jedoch in finanzieller Not. Grund war Joachims fast 40-jähriger Streit mit dem Herzogtum Bayern um die Reichsunmittelbarkeit der Grafschaft sowie die Einführung der Reformation im Jahre 1563. In dieser Zeit wurden die Lehen der Ortenburger im Herzogtum Bayern mehrfach einbezogen. Somit war das Grafengeschlecht von den meisten seiner Einnahmequellen abgeschnitten. Des Weiteren führte Joachim jahrelange Prozesse vor dem Reichskammergericht in Speyer gegen das bayerische Herzogtum. Einige davon liefen immer noch. Nachdem die Grafschaft nun zusätzlich verpfändet war und die Ortenburger nur die immensen Schulden Joachims erbten, waren Heinrich VII. und Georg IV. gezwungen zu handeln. Sie baten Herzog Maximilian I. von Bayern um Hilfe und Beendigung des jahrzehntelangen Konfliktes. Dieser war bereit, ihnen zu helfen. Allerdings stellte er die Bedingung, dass beide ihm huldigen mussten und seine Forderungen zu akzeptieren hätten. Georg IV. und Heinrich VII. willigten im Jahre 1602 ein.
So erhielt das Grafengeschlecht alle Lehensgebiete in Bayern zurück, mit Ausnahme der reichen Herrschaft Mattighofen. Herzog Maximilian fürchtete, dass, wenn die Ortenburger dieses Lehen wieder erlangen würden, sie bald wieder so mächtig und einflussreich sein würden wie zu Joachims Regierungsantritt im Jahre 1551. Stattdessen bot der Herzog dem amtierenden Grafen Heinrich 102.000 Gulden zum Kaufe Mattighofens an. Heinrich VII. nahm dieses Angebot aufgrund der enormen Schuldenlast dankend an. Die Ortenburger trugen somit ihre meisten Schulden ab. Georg IV. verpflichtete sich ebenso, als Nachfolger Heinrichs, zum katholischen Glauben zu konvertieren. Er folgte des Herzogs Wunsch nicht nur, um den Konflikt mit Bayern endgültig zu beenden, sondern weil er sich erhoffte, durch den katholischen Glauben sich Zugang zu reich entlohnten Ämtern zu verschaffen. Des Weiteren zogen Georg und Heinrich alle noch laufenden Klagen und Prozesse gegen das Herzogtum in Speyer zurück.
Am 30. Juli 1603 verstarb Georgs Onkel Heinrich VII. Gemäß dem Gesetz der Senioratsnachfolge im Hause Ortenburg wurde Georg IV. amtierender Reichsgraf von Ortenburg. Da er die Grafschaft jedoch selbst nicht besaß und Gräfin Lucia nun versuchte, sich auch die bayerischen Lehen anzueignen, verzögerte sich Georgs Belehnung mit der Grafschaft. Kaiser Rudolf II. unterstützte Lucias Forderung und empfahl Georg, die Lehen zu übergeben. Dieser weigerte sich jedoch. Durch Einsatz Herzog Maximilians, welcher 1602 versprochen hatte, den Ortenburgern zu helfen, wurde Lucias Besitznahme vorläufig verhindert.
Aufgrund des anhaltenden Streites um die Besitztümer der Grafschaft mit Lucia war Georg gezwungen, weitere Einnahmequellen zu erschließen. Im Jahre 1612 trat er in den Dienst des bayerischen Herzoges als Rat. Etwas später erlangte er das gut bezahlte Amt des Kämmerers Maximilians I.
Durch Fürsprache Herzog Maximilians bei Kaiser Matthias, dass die Ortenburger Grafen ohne die Lehensgebiete nicht fähig wären, die Grafschaft bei ihm und Lucia einzulösen, durfte Georg und seine Familie die Besitzungen endgültig behalten. Am 12. Mai 1617 wurde Georg von Kaiser Matthias offiziell mit der Grafschaft belehnt. Somit war es Georg mit bayerischer Hilfe gelungen, die Ansprüche seines Geschlechtes auf die Reichsgrafschaft zu wahren.
Im Jahre 1618 brach der Dreißigjährige Krieg in Europa aus. Georg blieb darin weiterhin in Diensten des Herzoges. Besonders bemerkenswert dabei ist aber, dass die Reichsgrafschaft Ortenburg während des gesamten Konfliktes in einem katholischen Gebiet stets protestantisch blieb.
1624 verwies Kaiser Ferdinand II. die Protestanten seines Landes. Viele machten dabei auf dem Weg in die Reichsstädte Regensburg und Nürnberg in Ortenburg Rast. Graf Friedrich Casimir, ein Neffe Georgs, schenkte einigen von ihnen Land aus seinem Privatvermögen, sodass sich diese Niederlassen konnten. Daraus entstanden die heute noch existierenden Orte Vorder- und Hinterhainberg. Kaiser Ferdinand II. und der inzwischen zum Kurfürst aufgestiegene Herzog Maximilian I. waren darüber erzürnt. Beide sandten Befehle an Georg, gegen die Protestanten einzuschreiten. Georg IV. konnte sich den Befehlen nicht entziehen und verhinderte weiteren Zuzug in die Grafschaft. Die 200 inzwischen sesshaften Flüchtlinge durften jedoch bleiben.
Am 2. Januar 1625 übernahm Georg das Amt des Pfleger zu Wasserburg. Ebenso übernahm er das Viztum zu Burghausen und wurde dort Hauptmann der Feste. Ein Jahr später legte er das Amt des Pflegers zu Wasserburg ab. Stattdessen erhielt er Pflegeamt zu Eggenfelden.
Am 13. April 1627 verstarb Georg IV. in Burghausen. Sein Ziel, die Grafschaft auszulösen, hatte er nicht erreicht, aber es war ihm gelungen, die Ansprüche auf die Grafschaft weiterhin geltend zu machen und somit zu verhindern, dass Lucia von Limpurg die Grafschaft ihrem Geschlecht einverleiben konnte.

## Nachkommen
Georg IV. war verheiratet mit Anna Maria Gräfin von Leiningen. Aus dieser Ehe entstammen folgende Kinder:
- Friedrich (* 26. Juli 1603 auf Schloss Söldenau; † 7. März 1605 auf Schloss Neudeck)
- Anna Katharina (* 6. September 1604 auf Schloss Neudeck; † 17. November 1604 auf Schloss Neudeck)
- Philipp Wolfgang (* 12. Juli 1605 auf Schloss Neudeck; † 4. November 1605 auf Schloss Neudeck)
- Anna Johanna (* 12. Juli 1606 auf Schloss Neudeck; † 19. März 1661 auf Schloss Ober-Sulzbürg) ⚭ Heinrich Hermann Freiherr zu Burgmilchling, Wilhermsdorf und Treis (* 1575; † 1655)
- Georg Reinhard (* 28. August 1607 auf Schloss Neudeck; † 4. September 1666 auf Schloss Alt-Ortenburg), 1658–1666 Reichsgraf von Ortenburg, ⚭ Esther Dorothea Gräfin von Kriechingen und Püttingen (* 1617; † 9. Februar 1713 in Ortenburg)
- Anna Sophia (* 5. Februar 1609 auf Schloss Neudeck; † 19. August 1686 auf Schloss Ober-Sulzbürg), ⚭ Georg Albrecht von Wolfstein, Freiherr zu Ober-Sulzbürg und Herr zu Pyrbaum (* 2. April 1600 auf Schloss Ober-Sulzbürg; † 23. März 1658 auf Schloss Ober-Sulzbürg)
- Christian (* 20. November 1616 auf Schloss Neudeck, † 11. September 1684 in Amberg) 1666–1684 Reichsgraf von Ortenburg, ⚭ Maria Katharina Gräfin von Fugger (* 25. Januar 1609; † 9. Juli 1685 in Amberg)